# 120741 Iijimayuichi
120741 Iijimayuichi este o planetă minoră (asteroid) din centura de asteroizi. A fost descoperită pe 26 octombrie 1997 la Chichibu de Naoto Satō⁠(d). 
Obiectul prezintă o orbită caracterizată de o semiaxă mare de 2,6148248115219 UAi, o excentricitate de 0,25, o înclinație de 4,8 ° în raport cu ecliptica.